# NBA-Draft 2015
Der NBA-Draft 2015 fand am 25. Juni 2015 im Barclays Center in Brooklyn, New York statt. In zwei Draftrunden konnten sich die 30 NBA-Teams die Rechte an 60 Basketball-Nachwuchsspielern aus der Collegeliga NCAA und dem Ausland sichern.
Bei der Draft-Lotterie am 19. Mai 2015 wurde die endgültige Auswahlreihenfolge ermittelt. Bei dieser gewichteten Lotterie nahmen die 14 Mannschaften teil, die sich nicht für die Playoffs der Saison 2014/15 qualifizieren konnten. Die Minnesota Timberwolves gewannen erstmals die Lotterie, mit einer 25,0 %-Chance auf den ersten Pick, vor den Los Angeles Lakers und den Philadelphia 76ers. Kandidaten für den ersten Pick waren der dominikanische Center Karl-Anthony Towns, Center Jahlil Okafor, Point Guard Emmanuel Mudiay und Point Guard D’Angelo Russell.
Alle Spieler, die sich zum Draft anmeldeten, mussten unabhängig von Schulabschluss oder Nationalität vor dem 31. Dezember 1996 geboren sein. Wenn sie kein „internationaler Spieler“ waren, musste zwischen dem Tag der Anmeldung und dem letzten Highschool-Jahr mindestens ein Jahr vergangen sein.
An erster Stelle wurde Karl-Anthony Towns ausgewählt. Es folgten D’Angelo Russell und Jahlil Okafor.

## Runde 1
Abkürzungen: PG = Point Guard, SG = Shooting Guard, SF = Small Forward, PF = Power Forward, C = Center; Fr. = Freshman, So. = Sophomore, Jr. = Junior, Sr. = Senior
| Pick | Spieler                 | Position | Nationalität                               | Franchise                                              | vorheriges Team/College   |
| ---- | ----------------------- | -------- | ------------------------------------------ | ------------------------------------------------------ | ------------------------- |
| 1    | Karl-Anthony Towns      | C/PF     | Dominikanische Republik Vereinigte Staaten | Minnesota Timberwolves                                 | Kentucky (Fr.)            |
| 2    | D’Angelo Russell        | PG       | Vereinigte Staaten                         | Los Angeles Lakers                                     | Ohio State (Fr.)          |
| 3    | Jahlil Okafor           | C        | Nigeria Vereinigte Staaten                 | Philadelphia 76ers                                     | Duke (Fr.)                |
| 4    | Kristaps Porziņģis      | PF/C     | Lettland                                   | New York Knicks                                        | Cajasol Sevilla           |
| 5    | Mario Hezonja           | SF       | Kroatien                                   | Orlando Magic                                          | FC Barcelona              |
| 6    | Willie Cauley-Stein     | C        | Vereinigte Staaten                         | Sacramento Kings                                       | Kentucky (Jr.)            |
| 7    | Emmanuel Mudiay         | PG       | Dem. Rep. Kongo / Vereinigte Staaten       | Denver Nuggets                                         | Guangdong Southern Tigers |
| 8    | Stanley Johnson         | SF       | Vereinigte Staaten                         | Detroit Pistons                                        | Arizona (Fr.)             |
| 9    | Frank Kaminsky          | C        | Vereinigte Staaten                         | Charlotte Hornets                                      | Wisconsin (Sr.)           |
| 10   | Justise Winslow         | SF       | Vereinigte Staaten                         | Miami Heat                                             | Duke (Fr.)                |
| 11   | Myles Turner            | C        | Vereinigte Staaten                         | Indiana Pacers                                         | Texas (Fr.)               |
| 12   | Trey Lyles              | PF       | Kanada                                     | Utah Jazz                                              | Kentucky (Fr.)            |
| 13   | Devin Booker            | SG       | Vereinigte Staaten                         | Phoenix Suns                                           | Kentucky (Fr.)            |
| 14   | Cameron Payne           | PG       | Vereinigte Staaten                         | Oklahoma City Thunder                                  | Murray State (Jr.)        |
| 15   | Kelly Oubre Jr.         | SF       | Vereinigte Staaten                         | Atlanta Hawks (von den Nets; zu den Wizards getauscht) | Kansas (Fr.)              |
| 16   | Terry Rozier            | PG       | Vereinigte Staaten                         | Boston Celtics                                         | Louisville (So.)          |
| 17   | Rashad Vaughn           | SG       | Vereinigte Staaten                         | Milwaukee Bucks                                        | UNLV (Fr.)                |
| 18   | Sam Dekker              | SF       | Vereinigte Staaten                         | Houston Rockets (von New Orleans)                      | Wisconsin (Jr.)           |
| 19   | Jerian Grant            | PG       | Vereinigte Staaten                         | Washington Wizards                                     | Notre Dame (Sr.)          |
| 20   | Delon Wright            | PG       | Vereinigte Staaten                         | Toronto Raptors                                        | Utah (Sr.)                |
| 21   | Justin Anderson         | SF       | Vereinigte Staaten                         | Dallas Mavericks                                       | Virginia (Jr.)            |
| 22   | Bobby Portis            | PF       | Vereinigte Staaten                         | Chicago Bulls                                          | Arkansas (So.)            |
| 23   | Rondae Hollis-Jefferson | SF       | Vereinigte Staaten                         | Portland Trail Blazers (zu den Nets getauscht)         | Arizona (So.)             |
| 24   | Tyus Jones              | PG       | Vereinigte Staaten                         | Cleveland Cavaliers (zu den Timberwolves getauscht)    | Duke (Fr.)                |
| 25   | Jarrell Martin          | PF       | Vereinigte Staaten                         | Memphis Grizzlies                                      | Louisiana State (So.)     |
| 26   | Nikola Milutinov        | C        | Serbien                                    | San Antonio Spurs                                      | KK Partizan Belgrad       |
| 27   | Larry Nance Jr.         | PF       | Vereinigte Staaten                         | Los Angeles Lakers (von Houston)                       | Wyoming (Sr.)             |
| 28   | R. J. Hunter            | SG       | Vereinigte Staaten                         | Boston Celtics (von L.A. Clippers)                     | Georgia State (Jr.)       |
| 29   | Chris McCullough        | PF       | Vereinigte Staaten                         | Brooklyn Nets (von Atlanta)                            | Syracuse (Fr.)            |
| 30   | Kevon Looney            | PF       | Vereinigte Staaten                         | Golden State Warriors                                  | UCLA (Fr.)                |

## Runde 2
| Pick | Spieler              | Position | Nationalität       | Team                                                                          | vorheriges Team/College     |
| ---- | -------------------- | -------- | ------------------ | ----------------------------------------------------------------------------- | --------------------------- |
| 31   | Cedi Osman           | SF       | Türkei             | Minnesota Timberwolves (zu den Cavaliers getauscht)                           | Anadolu Efes SK             |
| 32   | Montrezl Harrell     | PF       | Vereinigte Staaten | Houston Rockets (von New York)                                                | Louisville (Jr.)            |
| 33   | Jordan Mickey        | SF       | Vereinigte Staaten | Boston Celtics (von Philadelphia via Miami)                                   | Louisiana State (So.)       |
| 34   | Anthony Brown        | SF       | Vereinigte Staaten | Los Angeles Lakers                                                            | Stanford (Sr.)              |
| 35   | Willy Hernangómez    | C        | Spanien            | Philadelphia 76ers (von Orlando, nach New York getauscht)                     | Cajasol Sevilla             |
| 36   | Rakeem Christmas     | PF/C     | Vereinigte Staaten | Minnesota Timberwolves (von Sacramento via Houston, nach Cleveland getauscht) | Syracuse (Sr.)              |
| 37   | Richaun Holmes       | PF/C     | Vereinigte Staaten | Philadelphia 76ers (von Denver via Houston, Portland und Minnesota)           | Bowling Green (Sr.)         |
| 38   | Darrun Hilliard      | SG       | Vereinigte Staaten | Detroit Pistons                                                               | Villanova (Sr.)             |
| 39   | Juan Pablo Vaulet    | SF       | Argentinien        | Charlotte Hornets (nach Brooklyn getauscht)                                   | Estudiantes de Bahía Blanca |
| 40   | Josh Richardson      | SG/SF    | Vereinigte Staaten | Miami Heat                                                                    | Tennessee (Sr.)             |
| 41   | Pat Connaughton      | SF       | Vereinigte Staaten | Brooklyn Nets (von Indiana, nach Portland getauscht)                          | Notre Dame (Sr.)            |
| 42   | Olivier Hanlan       | PG       | Kanada             | Utah Jazz                                                                     | Boston College (Jr.)        |
| 43   | Joe Young            | PG       | Vereinigte Staaten | Indiana Pacers                                                                | Oregon (Sr.)                |
| 44   | Andrew Harrison      | PG       | Vereinigte Staaten | Phoenix Suns (nach Memphis getauscht)                                         | Kentucky (So.)              |
| 45   | Marcus Thornton      | PG       | Vereinigte Staaten | Boston Celtics                                                                | William & Mary (Sr.)        |
| 46   | Norman Powell        | SG       | Vereinigte Staaten | Milwaukee Bucks (nach Toronto getauscht)                                      | UCLA (Sr.)                  |
| 47   | Artūras Gudaitis     | C        | Litauen            | Philadelphia 76ers (von New Orleans via Washington und L.A. Clippers)         | Žalgiris Kaunas             |
| 48   | Dakari Johnson       | C        | Vereinigte Staaten | Oklahoma City Thunder                                                         | Kentucky (So.)              |
| 49   | Aaron White          | PF       | Vereinigte Staaten | Washington Wizards                                                            | Iowa (Sr.)                  |
| 50   | Marcus Eriksson      | SG       | Schweden           | Atlanta Hawks (von Toronto)                                                   | FC Barcelona                |
| 51   | Tyler Harvey         | PG       | Vereinigte Staaten | Orlando Magic (von Chicago)                                                   | Eastern Washington (Jr.)    |
| 52   | Satnam Singh Bhamara | C        | Indien             | Dallas Mavericks                                                              | IMG Academy                 |
| 53   | Sir’Dominic Pointer  | SF       | Vereinigte Staaten | Cleveland Cavaliers (von Portland via Chicago und Denver)                     | St. John’s (Sr.)            |
| 54   | Daniel Díez          | PF       | Spanien            | Utah Jazz (von Cleveland, nach Portland getauscht)                            | Gipuzkoa Basket             |
| 55   | Cady Lalanne         | PF       | Vereinigte Staaten | San Antonio Spurs                                                             | UMass (Sr.)                 |
| 56   | Branden Dawson       | SF       | Vereinigte Staaten | New Orleans Pelicans (von Memphis, nach Los Angeles Clippers getauscht)       | Michigan State (Sr.)        |
| 57   | Nikola Radičević     | PG       | Serbien            | Denver Nuggets (von L.A. Clippers)                                            | Cajasol Sevilla             |
| 58   | J. P. Tokoto         | SF/SG    | Vereinigte Staaten | Philadelphia 76ers (von Houston)                                              | North Carolina (Jr.)        |
| 59   | Dimitrios Agravanis  | PF       | Griechenland       | Atlanta Hawks                                                                 | Olympiakos Piräus           |
| 60   | Luka Mitrović        | PF       | Serbien            | Philadelphia 76ers (von Golden State via Indiana)                             | KK Roter Stern Belgrad      |

## Ungedraftete Spieler
- Cliff Alexander ( Vereinigte Staaten), University of Kansas
- Duje Dukan ( Kroatien), Iowa State University
- Mouhammadou Jaiteh ( Frankreich),  JSF Nanterre
- T. J. McConnell ( Vereinigte Staaten), University of Arizona
- Luis Montero ( Dominikanische Republik), Westchester Community College
- Mateusz Ponitka ( Polen),  Telenet Oostende
- Christian Wood ( Vereinigte Staaten), UNLV
- Dennis Nawrocki ( Deutschland), University of Arizona